# ユマ・サーマン
- ユマ・サーマン
- ウマ・サーマン[1][2]

ユマ・サーマン（Uma Thurman, 本名: Uma Karuna Thurman, 1970年4月29日 - ）は、アメリカ合衆国の女優。マサチューセッツ州ボストン出身。身長181cm。

## 経歴

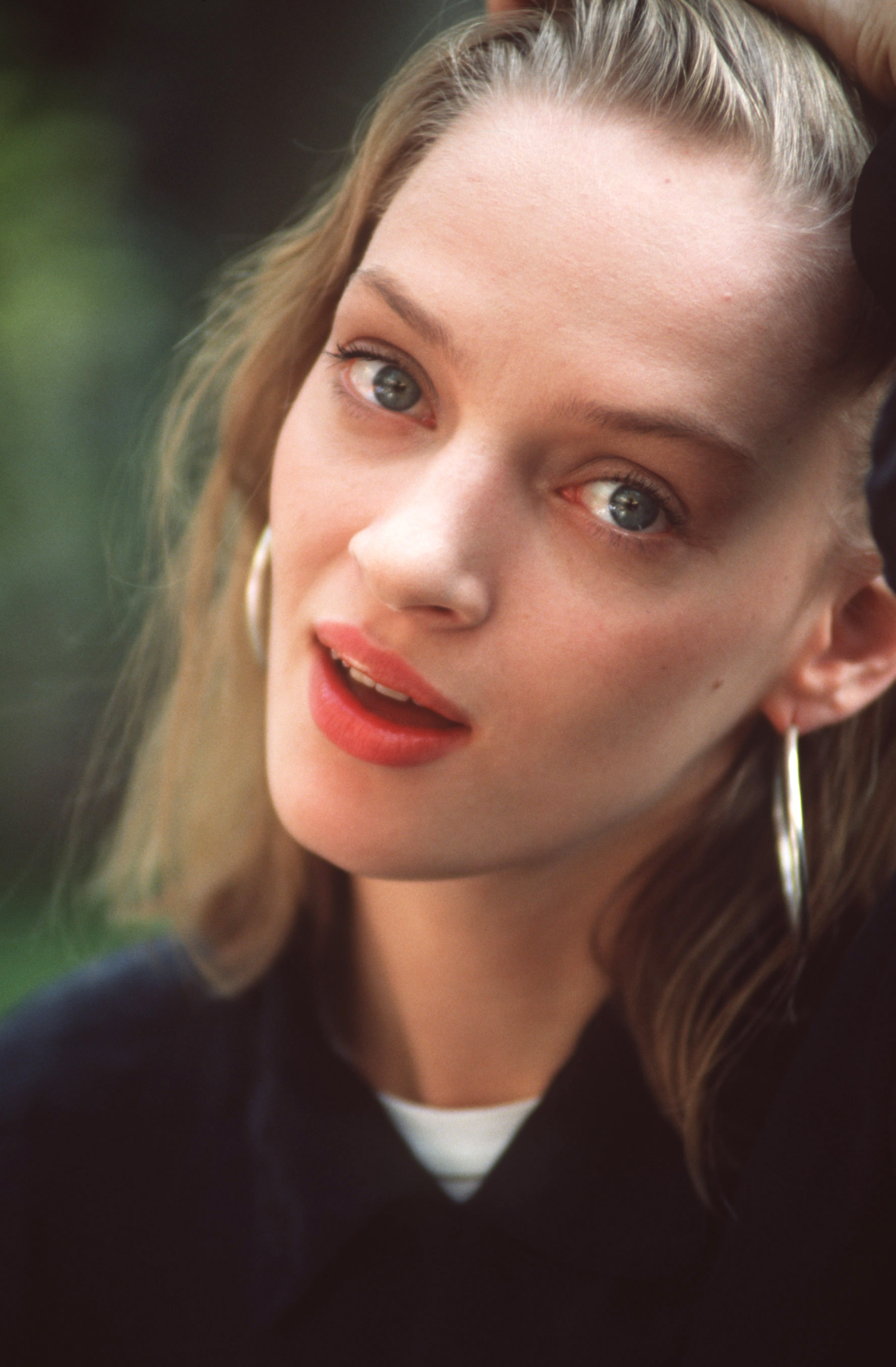
若き日のユマ (1994年)

15歳でモデル・エージェントと契約し。16歳の時にニューヨークに移り、ファッションモデルとしてキャリアをスタートさせる。
1987年に映画『ミッドナイト・ガール』で女優デビュー。『バロン』のヴィーナス役や『ヘンリー&ジューン/私が愛した男と女』で注目を集め、1994年公開の『パルプ・フィクション』でアカデミー助演女優賞にノミネートされる。2002年にはHBO制作のテレビドラマ『ユマ・サーマンの運命の人を探して』で主演を務め、ゴールデングローブ賞ミニシリーズ・テレビ映画部門で主演女優賞を受賞した。
代表作に『パルプ・フィクション』、『バットマン&ロビン Mr.フリーズの逆襲』、『キル・ビル』シリーズなどがある。『キル・ビル』シリーズ撮影直前には妊娠が発覚し、撮影が1年延期された。また『風の谷のナウシカ』の英語吹き替え版ではクシャナの声優を務めた。
俳優以外の活動では、2000年から2004年までランコム（2008年、契約期間終了後の広告等をめぐり訴訟に発展）、2005年は1年間ルイ・ヴィトンの広告塔を務めたほか、現在はタグ・ホイヤーのグローバルアンバサダーも務めている。

### 家族
父はコロンビア大学チベット仏教学教授ロバート・サーマン。母は元モデル。母方の祖父はドイツ人、祖母はスウェーデン人。兄弟が3人いる。

## 私生活
1990年にゲイリー・オールドマンと結婚したが2年後に離婚。その後『ガタカ』で共演した俳優のイーサン・ホークと結婚し2子（マヤ・ホーク）をもうけ、2001年にホークが監督した映画『チェルシーホテル』では主演を務める。『テープ』では夫婦で競演していたが、ホークの浮気が2003年に発覚してから夫婦の関係が冷め、2004年に離婚。2008年6月にスイス人の億万長者アーパッド・ブッソンと婚約。2009年4月に結婚が噂されながらも実現せず、12月破局が明らかになった。しかしその後よりを戻し、2012年7月にブッソンとの間に女児が生まれた。
シーシェパードの支持者でもある。食生活は、厳格なマクロビオティックを実践している。
2011年からはジーナ・デイビス、ジョシュ・ハートネット、ならびにモデルのシャネル・イマンとともにアメリカ合衆国国際開発庁のいわゆる『アフリカの角』向け慈善事業の広告塔に抜擢され、事業開幕となった11月にホワイトハウスで演説した。
2017年には『ザ・パリジャン・ウーマン』でブロードウェイ・デビューを果たした。

## 名前の由来と発音
「Uma」という名前はチベット仏教の概念である大中観のチベット語「dbu ma chen po」（ウマ・チェンポ、最初の「db」は黙字）から来ている。アメリカ英語での発音は「/umə/」（「ウーマ」が近い）であり、日本以外ではそのように呼ばれている。

## ギャラリー

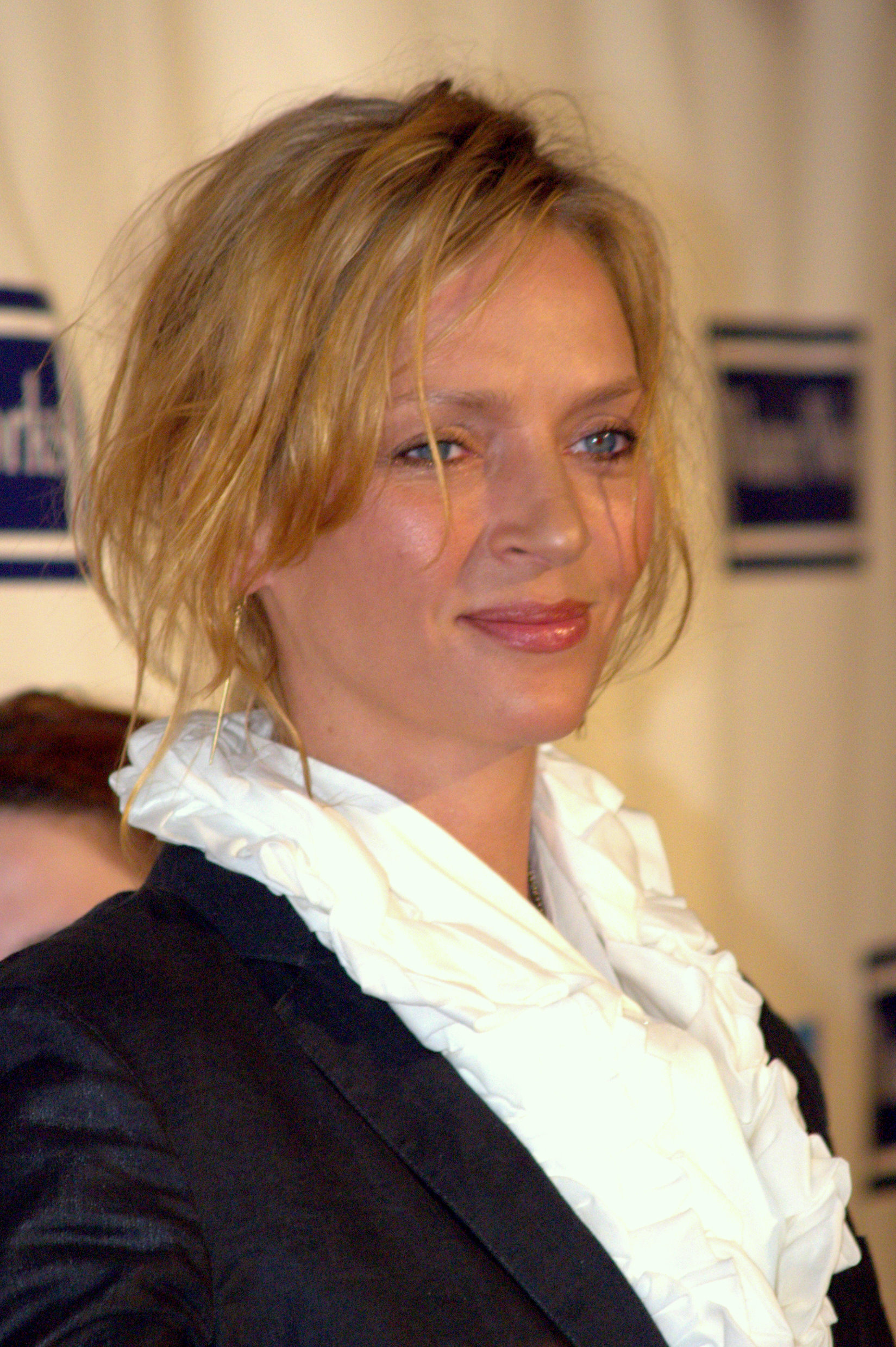
トライベッカ映画祭（2009年）
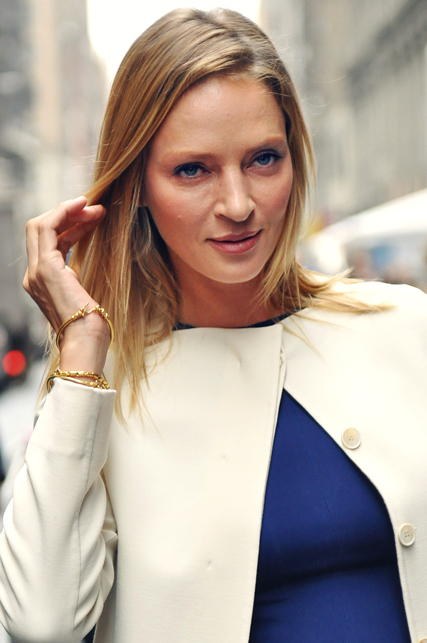
カルバン・クライン S/Sコレクション（2011年）
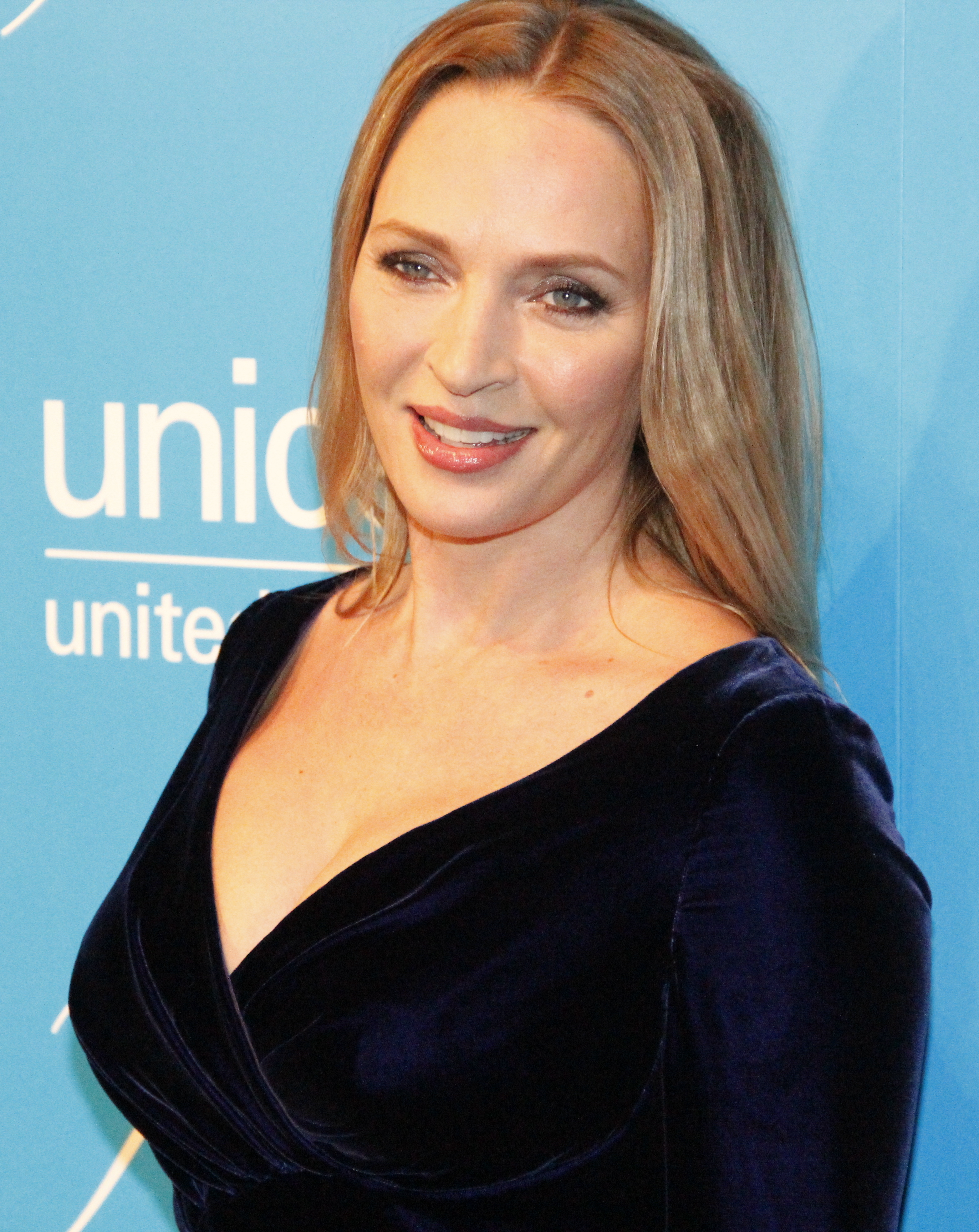
NY. ユニセフのイベントにて（2012年）
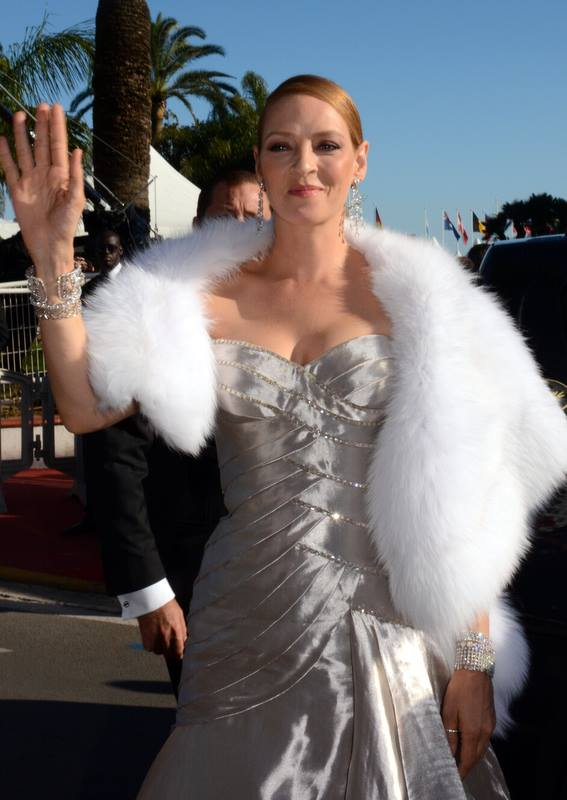
2013年度 カンヌ映画祭
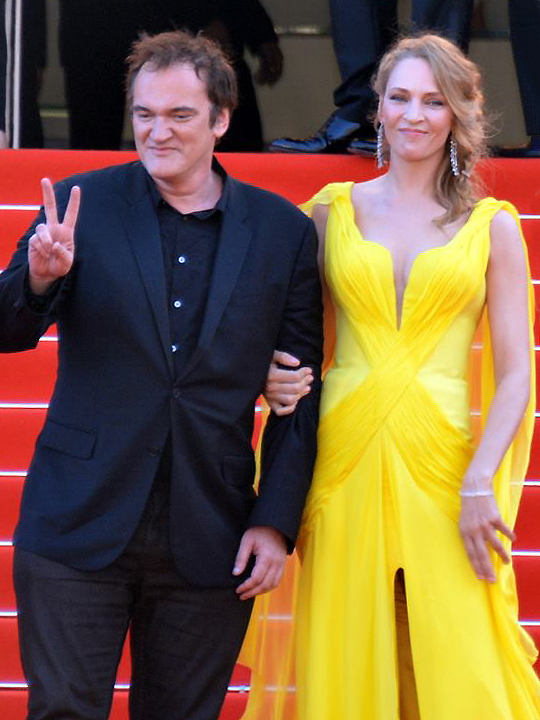
2014年度 カンヌ映画祭 友人タランティーノ監督と
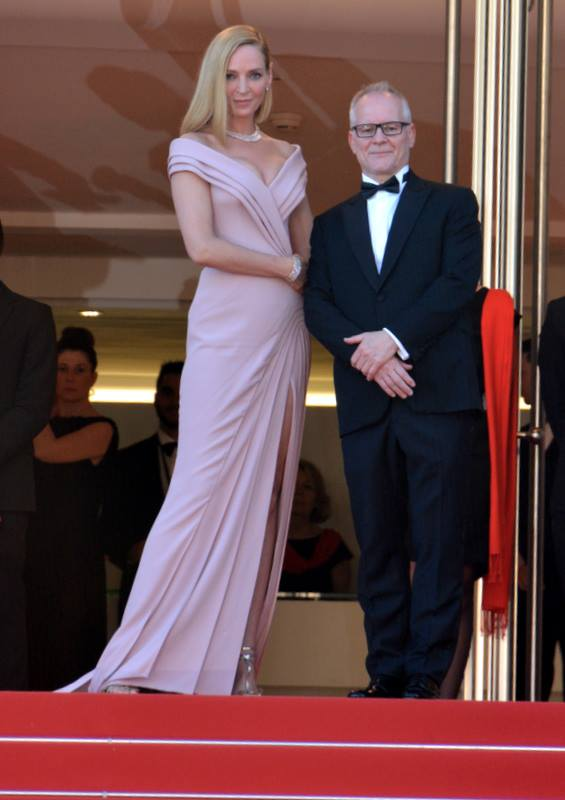
2017年度 カンヌ映画祭 ティエリー・フレモー監督と

## 主な出演作品

### 映画
| 公開年 | 邦題 原題                                                                                 | 役名                                    | 備考 | 吹き替え                                                       |
| ------ | ----------------------------------------------------------------------------------------- | --------------------------------------- | --- | -------------------------------------------------------------- |
| 1987   | ミッドナイト・ガール Kiss Daddy Goodnight                                                 | ローラ                                  | |                                                                |
| 1988   | ジョニー・ビー・グッド Johnny Be Good                                                     | ゴージア                                | | 篠原恵美（テレビ東京版）                                       |
| 1988   | バロン The Adventures of Baron Munchausen                                                 | ヴィーナス / ローズ                     | | 小金澤篤子（ソフト版） 不明（機内上映版） 不明（フジテレビ版） |
| 1988   | 危険な関係 Dangerous Liaisons                                                             | セシル                                  | | 牧本千幸                                                       |
| 1990   | 女神たちの季節 Where the Heart Is                                                         | ダフネ・マクベイン                      | |                                                                |
| 1990   | ヘンリー&ジューン/私が愛した男と女 Henry & June                                           | ジューン・ミラー                        | | （吹き替え版なし）                                             |
| 1991   | ロビン・フッド Robin Hood                                                                 | マリアン                                | | 小山茉美                                                       |
| 1992   | 愛という名の疑惑 Final Analysis                                                           | ダイアナ                                | | 土井美加                                                       |
| 1992   | ジェニファー8 Jennifer Eight                                                              | ヘレナ・ロバートソン                    | | 土井美加                                                       |
| 1993   | 恋に落ちたら… Mad Dog and Glory                                                           | グローリー                              | | 小山茉美（VHS版）                                              |
| 1993   | カウガール・ブルース Even Cowgirls Get The Blues                                          | シシー・ハンクショー                    | | （吹き替え版なし）                                             |
| 1994   | パルプ・フィクション Pulp Fiction                                                         | ミア・ウォレス                          | | 勝生真沙子                                                     |
| 1995   | 湖畔のひと月 A Month by the Lake                                                          | ミス・ボーモント                        | |                                                                |
| 1996   | ビューティフル・ガールズ Beautiful Girls                                                  | アンデラ                                | | 勝生真沙子                                                     |
| 1996   | 好きと言えなくて The Truth About Cats & Dogs                                              | ノエル                                  | | 日野由利加                                                     |
| 1996   | デューク・オブ・グルーブ Duke of Groove                                                   | マヤ                                    | 短編テレビドラマ 日本ではオムニバスのテレビ映画『ウイットネス』の1本として放映されたほか、 短編集DVD『ハリウッドスターコレクション』に収録 |                                                                |
| 1997   | バットマン&ロビン Mr.フリーズの逆襲 Batman & Robin                                        | ポイズン・アイビー / パメラ・アイズリー | | 戸田恵子（ソフト版） 田中敦子（テレビ朝日版）                  |
| 1997   | ガタカ Gattaca                                                                            | アイリーン・カッシーニ                  | | 田中敦子（VHS・DVD版、BD版）                                   |
| 1998   | レ・ミゼラブル Les Miserables                                                             | ファンティーヌ                          | | 日野由利加                                                     |
| 1998   | アベンジャーズ The Avengers                                                               | エマ・ピール                            | | 山像かおり                                                     |
| 1999   | ギター弾きの恋 Sweet and Lowdown                                                          | ブランチ                                | | 折笠愛                                                         |
| 2000   | 宮廷料理人ヴァテール Vatel                                                                | アンヌ・ド・モントージェ                | | 深水由美                                                       |
| 2000   | 金色の嘘 The Golden Bowl                                                                  | シャーロット・スタント                  | | 篠原恵美                                                       |
| 2001   | テープ Tape                                                                               | エイミー                                | | 岡寛恵                                                         |
| 2001   | チェルシーホテル Chelsea Walls                                                            | グレース                                | | よのひかり                                                     |
| 2002   | ユマ・サーマンの運命の人を探して Hysterical Blindness                                     | デビー・ミラー                          | テレビ映画 兼製作総指揮 |                                                                |
| 2003   | キル・ビル Vol.1 Kill Bill: Vol. 1                                                        | ザ・ブライド                            | | 唐沢潤                                                         |
| 2003   | ペイチェック 消された記憶 Paycheck                                                        | レイチェル                              | | 勝生真沙子（ソフト版） 本田貴子（テレビ東京版）                |
| 2004   | キル・ビル Vol.2 Kill Bill: Vol. 2                                                        | ザ・ブライド                            | | 唐沢潤                                                         |
| 2005   | ビー・クール Be Cool                                                                      | イーディ・アテンズ                      | | 唐沢潤                                                         |
| 2005   | プロデューサーズ The Producers                                                            | ウーラ                                  | |                                                                |
| 2006   | Pirelli Film: Mission Zero with Uma Thurman                                               | 本人                                    | 短編映画 （8分） | N/A                                                            |
| 2006   | Gガール 破壊的な彼女 My Super Ex-Girlfriend                                               | ジェニー・ジョンソン / Gガール          | | 沢海陽子                                                       |
| 2008   | ダイアナの選択 The Life Before Her Eyes                                                   | ダイアナ・マクフィー                    | | （吹き替え版なし）                                             |
| 2008   | New York 結婚狂騒曲 The Accidental Husband                                                | エマ・ロイド                            | |                                                                |
| 2010   | パーシー・ジャクソンとオリンポスの神々 Percy Jackson & the Olympians: The Lightning Thief | メドゥーサ                              | | 木村佳乃                                                       |
| 2010   | ウェディング・イブ 幸せになるためのいくつかの条件 Ceremony                                | ゾーイ                                  | | 有賀由樹子                                                     |
| 2012   | ベラミ 愛を弄ぶ男 Bel Ami                                                                 | マドレーヌ・フォレスティエ              | | （吹き替え版なし）                                             |
| 2012   | スマイル、アゲイン Playing for Keeps                                                      | パティ                                  | | 有賀由樹子                                                     |
| 2013   | ムービー43 Movie 43                                                                       | ロイス・レーン                          | | 魏涼子                                                         |
| 2013   | ニンフォマニアック Nymphomaniac                                                           | ミセスH                                 | | （吹き替え版なし）                                             |
| 2015   | 二ツ星の料理人 Burnt                                                                      | シモーネ                                | |                                                                |
| 2018   | Mr.&Mrs.フォックス The Con Is On                                                          | ハリー・フォックス                      | | 唐沢潤                                                         |
| 2018   | ハウス・ジャック・ビルト The House That Jack Built                                        | 女性1                                   | | （吹き替え版なし）                                             |
| 2018   | ダーク・スクール Down a Dark Hall                                                         | デュレ夫人                              | | 東條加那子                                                     |
| 2020   | グランパ・ウォーズ おじいちゃんと僕の宣戦布告 The War with Grandpa                        | サリー・マリーノ＝デッカー              | | 魏涼子                                                         |
| 2020   | ハリウッド・スターガール Hollywood Stargirl                                               | ロクサーヌ・マーテル                    | | 田中敦子                                                       |
| 2023   | 赤と白とロイヤルブルー Red, White & Royal Blue                                            | エレン・クレアモント                    | | 唐沢潤                                                         |
| 2023   | The Kill Room                                                                             |                                         | |                                                                |

### テレビシリーズ
| 放映年    | 邦題 原題                                                     | 役名                   | 備考                                          | 吹き替え   |
| --------- | ------------------------------------------------------------- | ---------------------- | --------------------------------------------- | ---------- |
| 2012      | SMASH Smash                                                   | レベッカ・デュヴァル   | 計5話出演                                     | 唐沢潤     |
| 2014      | アメリカン・ダッド American Dad!                              | グウェン・リング       | 声の出演                                      |            |
| 2015      | The Slap                                                      | アヌーク・ラサム       |                                               | N/A        |
| 2017-2018 | インポスターズ 愛しの結婚詐欺師 Imposters                     | レニー・コーエン       | 別タイトル『インポスターズ 美しき詐欺師たち』 |            |
| 2019      | チェンバース: 邪悪なハート Chambers                           | ナンシー・ルフェーヴル |                                               | 唐沢潤     |
| 2022      | スーパーパンプト/Uber -破壊的ビジネスを創った男- Super Pumped | アリアナ・ハフィントン |                                               | 井上喜久子 |